# Carnarvon Shire
Koordinaten: 24° 53′ S, 113° 39′ O

Das Shire of Carnarvon ist ein lokales Verwaltungsgebiet (LGA) im australischen Bundesstaat Western Australia. Das Gebiet ist 46.664 km² groß und hat etwa 5500 Einwohner (2016).
Carnarvon liegt im Westen des Staates an der australischen Westküste etwa 810 Kilometer nördlich der Hauptstadt Perth. Der Sitz des Shire Councils befindet sich in der Ortschaft Carnarvon, wo etwa 4500 Einwohner leben (2016).

## Verwaltung
Der Carnarvon Council hat acht Mitglieder, sieben Councillor werden von den Bewohnern der vier Wards (vier aus dem Town Ward, je einer aus dem Plantation, Coral Bay und Gascoyne/Minilya Ward) gewählt. Der Vorsitzende des Councils (Shire President) wird zusätzlich von allen Bewohnern des Shires gewählt.